# 雷海潮
雷海潮（1968年4月—），男，汉族，山东德州人，中华人民共和国政治人物，中国共产党党员，医学博士。现任国家卫生健康委员会主任。

## 生平
先后毕业于潍坊医学院、山东医科大学、上海医科大学，主要研究方向为卫生经济学、卫生政策与体制改革。1991年7月参加工作。曾任山东省德州地区人民医院医务科干部，北京市卫生防疫站办公室干部，北京市疾病预防控制中心卫生经济与社会医学研究所副所长，卫生部政策法规司副处长、处长，北京市卫生局副局长，北京市卫生和计划生育委员会党委委员、副主任，北京市卫生计生委党委书记、主任，北京市卫生健康委员会党委书记、主任，国家卫生健康委员会副主任。2024年5月，国家卫健委官网显示，雷海潮已接替64岁的马晓伟，任该委党组书记，2024年6月28日正式任命为国家卫生健康委员会主任。
雷海潮也是中共北京市十二届委员会委员（至2020年11月）。兼任首都医科大学、山东大学、中国医学科学院等高校和科研院所研究生导师。